# Karl Wilhelm von Toll
Le comte Karl Wilhelm von Toll, né dans le gouvernement d'Estland le 19 avril 1777 et mort le 5 mai 1842 à Saint-Pétersbourg, est un aristocrate allemand de la Baltique, sujet de l'Empire russe qui fut général de l'armée impériale russe contre les armées napoléoniennes.

## Biographie
Karl Wilhelm von Toll est le fils de Conrad Friedrich von Toll (1749-1821). Il entre dans la carrière militaire en 1796 après avoir étudié dans le corps de cadets d'infanterie commandé par Koutouzov, puis il entre à l'état-major. Il commence ses faits d'armes pendant l'expédition suisse de Souvarov en 1799-1800 et prend part à la guerre de la Troisième Coalition de 1805. Il combat à Austerlitz et pendant les campagnes de Turquie de 1806-1809, puis à la guerre de 1812, notamment à Leipzig. Il est nommé général-quartier-maître de la 1re armée en 1812 qu'il commande jusqu'à l'évacuation de Moscou. Il est ensuite à la tête de ses troupes devant Brienne, Fère-Champenoise, jusqu'à l'entrée de Paris (1815).
Il achète le domaine d'Arroküll en 1820 et y fait bâtir un château néoclassique.
Il est nommé général-adjudant de l'empereur en 1823 et général d'infanterie en 1825.
Pendant la campagne de 1829 contre les Turcs, le général von Toll est chef de l'état-major. La victoire du 11 juin 1829 devant Koulevtcha lui vaut le titre de comte de la part de Nicolas Ier. Pendant la campagne de Pologne de 1831, il est chef de l'état-major du général von Diebitsch et lui succède après sa mort. Il prend part ainsi après le siège de Varsovie par Paskievitch aux dernières opérations d'octobre 1831. Il est nommé en 1833 directeur en chef des ponts et chaussées. Il se retire ensuite dans son domaine du gouvernement d'Estland